# Кэмпбелл-хаус (Торонто)
Кэмпбелл-хаус (англ. Campbell House) — историческое здание и музей в Торонто, в провинции Онтарио, в Канаде. Здание было построено в 1822 году для верховного судьи Верхней Канады сэра Уильяма Кэмпбелла. Особняк является одним из немногих сохранившихся образцов георгианской архитектуры в Торонто, построенных в позднем георгианском стиле, известном также, как палладианство. В настоящее время здание является историческим домом-музеем.
Дом изначально нахадился на участке земли в 1,5 км к юго-востоку от его нынешнего местоположения, на пересечении современных улиц Аделаид-стрит и Фредерик-стрит. Точнее, он стоял в начале Фредерик-стрит, на месте, в настоящее время занятом зданием колледжа шеф-поварома Джорджа Брауна. После смерти сэра Уильяма Кэмпбелла в 1834 году, в особняке жила его вдова. На протяжении большей части XIX века здание оставалось частной резиденцией. До 1890 года в нём жили разные видные граждане Торонто. Когда район, в котором находился особняк, превратился в коммерческую и промышленную зону, в здании разместились офисы компаний и предприятий.
В 1972 году последний владелец особняка, компания Коутс-Холмарк Гритинг Кардс, решил снести дом, чтобы расширить свою автостоянку. До сноса компания предлагала дом всем, кто мог бы взять его в собственность. Профессиональная ассоциация судебных адвокатов, известная как Общество адвокатов, начала кампанию по спасению здания. Они приобрели для него место на пересечении Университетского проспекта и улицы Куин-Стрит-Уэст. С помощью грузовых автомобилей технического обслуживания Комиссии по транзиту в Торонто трёхсоттонный особняк был перенесен на 1617 метров на северо-запад от улицы Аделаид-стрит к северной стороне улицы Куин-Стрит-Уэст 30 марта 1972 года. Сам процесс перемещения оказался увлекательным зрелищем и привлек большую аудиторию. Власти перекрыли в центре города несколько улиц. Королева-мать Елизавета открыла полностью восстановленный особняк 1 апреля 1972 года.
Сохранение дома стало поворотным моментом в политике сохранения традиционной архитектуры в Торонто. В 1950-х и 1960-х годах дома XIX века сносились быстро. Архитектор Эрик Артур даже предсказал, что к 2000 году в городе не останется ни одного здания старше ста лет. Спасение особняка, привело к возникновению движения по спасению других местных достопримечательностей, которым угрожал снос.
Особняк принадлежит городу Торонто. Он служит как историческим дом-музеем, так и клубом для членов Общества адвокатов. В музее также находится художественная галерея. На территории возле особняка проводятся выставки, в том числе выставка 2013 года канадского современного художника Харли Валентайн под названием «Варвары у ворот».